# Ditrichum paulense
Ditrichum paulense là một loài rêu trong họ Ditrichaceae. Loài này được Geh. & Hampe mô tả khoa học đầu tiên năm 1881.